# جيف ستوفر
جيف ستوفر (بالإنجليزية: Jeff Stover) هو لاعب كرة قدم أمريكية أمريكي، ولد في 1958.